# Presidentpalatset, Zagreb

Presidentpalatset  (kroatiska: Predsjednički dvori, även känt under metonymin Pantovčak) är en byggnad i Zagreb, Kroatien. Sedan 1992 är byggnaden den kroatiska presidentens officiella residens. Byggnaden, som ligger på adressen Pantovčak 241 i stadsdelen Gornji grad-Medveščak, hyser presidentens kansli och används inte som dennes faktiska bostad.  

## Historia
Byggnaden, tidigare känd som Villa Zagorje eller Titos villa, stod färdig 1964 enligt ritningar av arkitekterna Vjenceslav Richter  och Kazimir Ostrogović. Den uppfördes för det tidigare jugoslaviska statsöverhuvudet Titos räkning.  

### Fotnoter
1. ↑  ”Richter.com.hr”. Arkiverad från originalet den 2 april 2012. https://web.archive.org/web/20120402212056/http://www.richter.com.hr/eng/flash.html. Läst 2 juli 2013.